# Santa Maria Val Müstair
Santa Maria Val Müstair foi uma comuna da Suíça, no Cantão Grisões, com cerca de 337 habitantes. Estendia-se por uma área de 41,62 km², de densidade populacional de 8 hab/km². Confinava com as seguintes comunas: Bormio (IT - SO), Lü, Müstair, Stelvio (IT-BZ), Tubre (IT-BZ), Valchava, Valdidentro (IT-SO).

## Idiomas
A língua oficial nesta comuna é o romanche, falado pela maioria da população (69,7%, de acordo com o censo de 2000). O alemão é a segundo idioma mais falado, com 25,4%, seguido pelo português, com 2,4%.
A maioria da população fala o dialeto Jauer do romanche.

## Clima
Santa Maria Val Müstair tem uma média de 94,6 dias chuvosos por ano, e recebe 801 mm de precipitação. O mês mais úmido é agosto, com uma média de 105 mm, com uma média de 10,6 dias chuvosos. O mês mais seco é fevereiro, com uma média de 34 mm de precipitação.